# Amatissima
Amatissima (titolo originale Beloved) è un romanzo della scrittrice afroamericana Toni Morrison, Premio Nobel per la letteratura nel 1993. 
Pubblicato nel 1987 e vincitore del premio Pulitzer nel 1988, il romanzo è ambientato dopo la fine della Guerra Civile Americana, ispirato alla storia di una schiava nera, Margaret Garner, che scappò dalla schiavitù in Kentucky nel tardo gennaio 1856 per raggiungere poi l'Ohio, stato libero. La vicenda fu riportata in un articolo pubblicato nel 1856. La scrittrice lo trova nel periodo in cui sta curando l'antologia intitolata "The Black Book", uscita nel 1974: documenta trecento anni di storia afroamericana e testimonia, attraverso atti di vendita, fotografie, ritagli di giornale, poesie, canti e quilt, le condizioni della comunità afroamericana e la loro cultura. L'articolo che attira l'attenzione della Morrison riporta la notizia che Margaret Garner, resasi conto di stare per essere ricatturata, uccide la figlia affinché non possa subire anche lei la schiavitù.
Il libro è dedicato ai "sessanta milioni e più", riferimento trasparente agli Africani e ai loro discendenti che morirono durante il lungo periodo nel quale fu attivo il commercio atlantico degli schiavi. L'epigrafe del libro è tratta dal verso 9:25 della Epistola ai Romani di San Paolo.

## Trama
Il libro segue la storia di Sethe e della figlia Denver, che cercano di ricostruire la loro vita dopo essere fuggite dalla schiavitù. La casa dove abitano, al 124 di Bluestone Road, è infestata dagli spiriti; ne compare con allarmante regolarità uno, che si rivelerà come il fantasma della figlia assassinata di Sethe. Per questo la figlia minore, Denver, non ha amici ed è estremamente timida. I figli maschi di Sethe, Howard e Buglar, scappano da casa a tredici anni per sfuggire al tormento del fantasma. Baby Suggs, madre di Halle, il marito di Sethe, muore dopo anni di invalidità nel suo letto.

Paul D, uno schiavo proveniente dalla piantagione "Sweet Home", dove avevano lavorato anche Baby Suggs, Halle, Sethe e molti altri schiavi, arriva al 124 e cerca di portare un po' di realismo nella casa e di indurre Sethe e la figlia a lasciarsi dietro il passato. Facendo questo, obbliga il fantasma di Beloved ad andarsene.
Paul D riesce a far uscire le due donne per la prima volta dopo anni, portandole al circo. Al ritorno, incontrano una ragazza seduta davanti alla casa; ha i lineamenti di una bambina e dice di chiamarsi Beloved. Denver capisce subito che dev'essere una reincarnazione di sua sorella Beloved. Paul D, insospettito, avverte Sethe che però, affascinata dalla ragazza, lo ignora. Egli è progressivamente allontanato dalla casa ad opera di una presenza soprannaturale; mentre dorme in un capanno, è affrontato da Beloved, che ha gettato una sorta di incantesimo su di lui, e lo costringe ad avere un rapporto sessuale con lei, invadendo la sua mente con orribili ricordi del passato.

Paul D, pieno di sensi di colpa, cerca invano di parlarne a Sethe; le dice invece di voler avere un figlio da lei riempiendola di gioia. Ma, quando lui ne parla ai suoi compagni di lavoro, suscita reazioni molto negative. Uno si essi, Stamp Paid, rivela le cause del rifiuto di Sethe da parte della comunità.
Interrogata da Paul D, Sethe racconta l'accaduto. Fuggita da Sweet Home, in cammino verso la casa della suocera dove l'aspettavano i figli, Sethe era stata scoperta dal padrone, che aveva tentato di riprenderla. Lei si era rifugiata con i bambini nel capanno degli attrezzi e aveva tentato di ucciderli tutti; vi era riuscita solo con la maggiore delle figlie. Sethe spiega che "stava cercando di mettere i bambini al sicuro". Per Paul questa rivelazione è sconvolgente, e lo induce ad andarsene per sempre.

Senza la vicinanza di Paul D, scompare il senso della realtà e del futuro. Sethe si rende conto che Beloved è la figlia che lei ha ucciso quando aveva solo due anni; sulla sua tomba c'è solo il nome "Beloved". Sethe comincia a spendere disordinatamente e a viziare Beloved per lenire il senso di colpa, ma la ragazza diventa esigente e si arrabbia furiosamente quando non è accontentata nei suoi capricci. La madre giunge allo sfinimento e rinuncia a mangiare, mentre Beloved diventa sempre più grossa. Nella  climax del romanzo, Denver, la figlia minore, va a cercare aiuto nella comunità nera. La gente arriva al 124 per esorcizzare Beloved, e si viene a sapere che Beloved non è ingrassata, ma è in realtà incinta dopo il rapporto con Paul D. Ella sparisce, mentre Sethe, in preda alla confusione, ha un nuovo ricordo del padrone che torna.

## Traduzioni italiane
- Toni Morrison, Amatissima, traduzione di Giuseppe Natale, Collana Narrativa, Milano, Frassinelli, 1988, ISBN 978-88-768-4103-3. - Postfazione e cura di Franca Cavagnoli, con un saggio di Alessandro Portelli, Frassinelli, 1993; Collana NumeriPrimi. I Nobel, Sperling & Kupfer, 2012; Collana Pickwick, Milano, Sperling & Kupfer, 2013, ISBN 978-88-68-36093-1.
- Toni Morrison, Romanzi (col titolo or. Beloved), traduzione di Chiara Spallino, Collezione I Meridiani, Milano, Mondadori, 2018, ISBN 978-88-046-8468-8.